# Fámjin
Fámjin este un oraș din Insulele Faroe.